# Internetstandard
Ein Internetstandard ist ein von der Internet Engineering Task Force (IETF) spezifiziertes Netzwerkprotokoll für den Einsatz im Internet. Es handelt sich dabei um einen offenen Standard, der sich im praktischen Einsatz bewährt hat und von einer breiten Öffentlichkeit unterstützt wird.
Jeder Internetstandard besteht aus einem oder mehreren Request for Comments (RFC); jedoch nicht jedes RFC stellt einen Internetstandard dar. Über die Anerkennung als Internetstandard entscheidet die Internet Engineering Steering Group (IESG).
Ein Beispiel für einen Internetstandard ist das Domain Name System (DNS), das als STD 13 die beiden Request for Comments RFC 1034 und RFC 1035 umfasst. Dieser Internetstandard ist nützlich, technisch ausgereift und genießt Unterstützung durch die Internetgemeinschaft. DNS-Erweiterungen wie EDNS0 werden als separate Standards geführt.

## Geschichte
Das Standardisierungsverfahren wurde Ende 1988 eingeführt. Damals entschied das Internet Activities Board (IAB), ob ein Netzwerkprotokoll als Internetstandard anerkannt wird.
1992 wurde die nummerierte Dokumentenreihe STD eingeführt, in die alle Internetstandards aufgenommen werden und die vom RFC-Editor veröffentlicht wird. Die nunmehr gegründete IESG gab eine Empfehlung an das IAB ab, ob eine Spezifikation als Internetstandard angenommen werden soll. Später wurde die Rolle der IESG als Entscheidungsgremium festgeschrieben, wobei das IAB (mittlerweile benannt als Internet Architecture Board) weiterhin bei Disputen die finale Entscheidung trifft. Die Liste der Internetstandards wurde als STD 1 durch regelmäßig wechselnde RFCs gepflegt. Im Dezember 2013 wurde dieses Verfahren eingestellt, STD 1 als historisch gekennzeichnet und stattdessen auf die Website des RFC-Editors verwiesen.
Das Standardisierungsverfahren bestand ursprünglich aus drei Stufen und wurde Oktober 2011 auf zwei Stufen reduziert, um den Prozess zu vereinfachen.

## Standardisierungsverfahren

### Vorgeschlagener Standard
Ein werdender Internetstandard beginnt als Request for Comments im Zustand eines Proposed Standard (englisch für vorgeschlagener Standard). Bei einem vorgeschlagenen Standard handelt es sich nicht um einen Entwurf – das wäre ein Internet-Draft – sondern um ein von der IETF begutachtetes und von der IESG im Standardisierungsverfahren anerkanntes Netzwerkprotokoll. Zwar ist für einen vorgeschlagenen Standard keine Implementierung oder Betriebserfahrung zwingend vorausgesetzt, aber hochgradig erwünscht. Die IESG kann im Einzelfall eine Implementierung oder Betriebserfahrung einfordern, wenn durch die Spezifikation signifikante Auswirkungen auf das Internet zu erwarten sind.
Die meisten Internetprotokolle kommen jahrelang nicht über diese Stufe hinaus und verbleiben auf unbestimmte Zeit im Zustand eines vorgeschlagenen Standards. Als prominentes Beispiel sei HTTP/1.1 genannt, das einen De-facto-Standard im World Wide Web darstellt.

### Standardisierungsentwurf
Draft Standard (deutsch Standardisierungsentwurf) war der nächsthöhere Status, der durch die Interoperabilität mehrerer eigenständiger Implementierungen nachgewiesen werden konnte. Dieser Zustand wird heute nicht mehr verwendet.

### Internetstandard
Um als Internetstandard anerkannt zu werden, müssen mindestens zwei voneinander unabhängige Implementierungen, eine umfassende Verbreitung und Betriebserfahrung vorliegen. Es darf keine signifikanten Errata geben, durch die eine neue Implementierung inkompatibel zu den verbreiteten Implementierungen werden könnte. Weiterhin darf es keine ungenutzten Features in der Spezifikation geben, die einen ungerechtfertigt hohen Implementierungsaufwand bedeuten. Sollte das Netzwerkprotokoll den Einsatz patentierter Technologie erfordern, so müssen mindestens zwei der verbreiteten Implementierungen die erfolgreiche Verwendung einer Lizenz belegen.
Ein als Internetstandard spezifiziertes Netzwerkprotokoll kann durch eine neue Version abgelöst werden. Veraltete Internetstandards und RFCs werden als historic (historisch) gekennzeichnet.